# Johannes Wanckel (Mediziner)
Johann Wanckel (* 1582 in Torgau; † 24. April 1651 in Freiberg) war ein deutscher Mediziner. Er war der Sohn des Geschichtsprofessors in Wittenberg, Johannes Wanckel.

## Leben
Wanckel immatrikulierte sich am 25. Oktober 1599 an der Universität Wittenberg und promovierte am 8. November 1608 in Basel, nachdem er sich dort erst im selben Jahr eingeschrieben hatte.
Nach seiner Promotion begann Wanckel seine medizinische Laufbahn und war unter anderem als Leibarzt der Kurfürstinwitwe Hedwig in Lichtenburg tätig. Er praktizierte später in Dresden. Seine berufliche Präsenz könnte ihn auch zu anderen nahen Residenzen wie Sitzenroda, Mühlberg und Annaburg geführt haben.
Johann Wanckel starb am 24. April 1651 in Freiberg. Sein Sohn Wilhelm würdigte ihn posthum für seine umfangreiche Erfahrung und seine Kenntnisse in der chemischen Kunst.

## Familie
Johann Wanckel war mit Rosina Lother verheiratet, einer Tochter des kursächsischen Landrentmeisters David Lother und der Anna Catharina Hanisch. Das Paar hatte drei Söhne: Johannes David, August und Wilhelm. Die Tochter Maria Rosina (* 1632 in Dresden; † September 1652 in Wittenberg), war 1651 mit dem damaligen Diakon an der Wittenberger Stadtkirche und späteren Generalsuperintendenten von Lübben Daniel Römer (* 17. Juli 1617 in Thorn; † 7/18. April 1700 in Lübben) verheiratet. Während Johannes David jung verstarb, folgten die beiden anderen Söhne ihrem Vater in die medizinische Laufbahn. Wilhelm studierte in Wittenberg, unterbrochen von der Rückkehr nach Hause auf Wunsch seines Vaters, der ihm seine Kenntnisse weitergeben wollte. Nach dem Tod des Vaters und einer eigenen Erkrankung graduierte Wilhelm 1653 zum Lizentiaten und wurde im September desselben Jahres promoviert.
Wilhelm war mit Regina Salome Möller verheiratet, Tochter des Freiberger Stadtarztes und Chronisten Andreas Möller. Nach dem Tod von Andreas Möller wurde Wilhelm die Position des Stadtarztes in Dresden angeboten, die er jedoch ablehnte und stattdessen in Freiberg blieb, wo er 1657 verstarb.